# Aristotelesuniversitetet i Thessaloniki

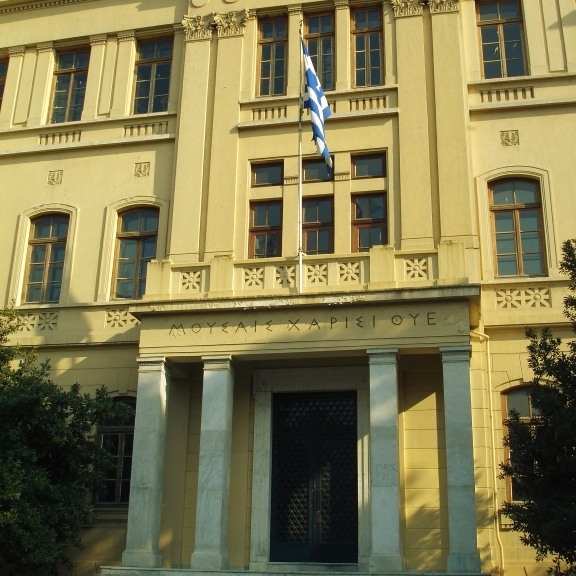
Ingången till filosofiska institutionen vid AUTH

Aristotelesuniversitetet i Thessaloniki (gr. Αριστοτέλειο Πανεπιστήμιο Θεσσαλονίκης, normalt förkortat AUTH), namngivet efter filosofen Aristoteles, är det största universitetet i Grekland och ligger i centrala Thessaloniki. Universitetet, som grundades år 1925, är medlem i Coimbragruppen.
Universitetet är det näst äldsta i Grekland och byggdes under den första tiden av den grekiska demokratin. Idag har universitetet 44 avdelningar som är indelat i 10 fakultet.

## Fakultet och avdelningar
- Naturteknisk vetenskap
  - Jordbruk
  - Skogsbruk
  - Veterinärmedicin

- Hälsovetenskap
  - Medicin
  - Munhygien
  - Medicin och apotek

- Teologi
  - Teologi
  - Prästutbildning

- Vetenskap
  - Biologi
  - Geografi
  - Matematik
  - Information
  - Fysik
  - Kemi

- Konst
  - Bildkonst
  - Drama och teater
  - Musik

- Lag, ekonomi och politik
  - Lag
  - Ekonomi
  - Statsvetenskap och politik

- Utbildning
  - Mellanstadielärare
  - Förskollärare

- Utbildningar i Florina
  - Mellanstadielärare
  - Förskollärare

- Polyteknik
  - Inspektion och granskning
  - Arkitektur
  - Elektricitet och data
  - Maskinlära
  - Väg- och vattenbyggnad
  - Kemikalielära
  - Allmän utbildning inom polyteknik

- Filosofi
  - Engelska språket och litteratur
  - Franska språket och litteratur
  - Tyska språket och litteratur
  - Italienska språket och litteratur
  - Historia och arkeologi
  - Filosofi
  - Filosofi och pedagogi
  - Psykologi

- Självständiga department
  - Balkankunskap (i Florina)
  - Journalistik och massmedia
  - Idrott och atletik (i Thessaloniki)
  - Idrott och atletik (i Serres)
  - Energi (i Kozani)